# Pacifique sud (film)
Pour les articles homonymes, voir South Pacific (homonymie).
Pour plus de détails, voir Fiche technique et Distribution.
Pacifique sud (South Pacific) est un film musical de Joshua Logan, et une adaptation de la comédie musicale de Richard Rodgers et Oscar Hammerstein II South Pacific, elle-même inspirée du livre de James A. Michener Pacific Sud (Tales of the South Pacific). Le film est sorti en 1958 et met à l'affiche Rossano Brazzi et Mitzi Gaynor dans les rôles principaux.

## Fiche technique
- Titre : Pacifique sud
- Titre original : South Pacific
- Réalisateur : Joshua Logan
- Assistant réalisateur : Ray Kellogg (non crédité)
- Scénario : Paul Osborn d'après la comédie musicale du même nom
- Musique : Alfred Newman
- Photographie : Leon Shamroy
- Montage : Robert L. Simpson
- Production : Buddy Adler
- Société de production : Rodgers & Hammerstein Productions et Polyphony Digital
- Société de distribution : Magna Theatre Corporation (États-Unis)
- Pays :  États-Unis
- Genre : Film musical, romance et guerre
- Durée : 157 minutes
- Dates de sortie : 
  - États-Unis : 19 mars 1958
  - France : 17 décembre 1958

## Distribution
- Rossano Brazzi : Emile De Becque
- Mitzi Gaynor : Ensign Nellie Forbush, USN
- John Kerr : Lt. Joseph Cable, USMC
- Ray Walston : Luther Billis
- Juanita Hall (doublure chant : Muriel Smith) : Bloody Mary
- France Nuyen : Liat
- Russ Brown : Capt. Brackett, USN
- Jack Mullaney : The Professor
- Ken Clark : Stewpot
- Floyd Simmons : Commander Harbison, USN
- Candace Lee : Ngana - Emile's Child
- Warren Hsieh : Jerome - Emile's Child
- Tom Laughlin : Lt. Buzz Adams
- Giorgio Tozzi : Emile De Becque (singing voice)
- Archie Savage : Chief - Boar's Tooth Ceremonial Dancer / Ceremonial Dance Chief
- Francis Kahele : Henry - Emile's Servant
- Robert Jacobs : 1st Communications Man
- John Gabriel : 2nd Communications Man
- Richard Harrison : Co-Pilot
- Ron Ely : Navigator (as Ronald Ely)
- Steve Wiland : Seabee Dancer
- Richard H. Cutting : Admiral Kester (as Richard Cutting)
- Joe Bailey : U.S. Commander
- Buck Class : Fighter Pilot
- Richard Kiser : Fighter Pilot
- Robert Hover : Pilot in Hospital (as Linc Foster)
- Doug McClure : Pilot in Hospital
- Stephen Ferry : Pilot in Hospital
- James Stacy : Sailor / Seabee (comme Jim Stacy)

## Sortie
La première du film a lieu le 27 juin 1958 au Kuhio Theatre à Honolulu. La salle a été rénovée quelques semaines avant avec un système Todd-AO et un écran Stewart Trans-Lux.